# Bregille
Bregille és un districte de la ciutat francesa de Besançon que es troba en el marge dret del Doubs, vorejant el centre històric cap a l'oest, al barri de Clairs-Soleils al nord i de Chaprais al nord-est. Va créixer en el turó de Bregille que s'eleva a 458 metres, o uns 200 metres aigües amunt del riu. En el cens de 1999, hi havia aproximadament 3.100 habitants anomenats bregillots.
Originalment, el districte de Bregille era un petit poblet pròsper, que pertanyia al clergat de Besançon. A poc a poc la petita vila va créixer gràcies a la vinya al segle xvi, però sobretot gràcies a la indústria al sector de Pres-de-Vaux al segle xix. No obstant això, el lloc fou moltes vegades danyats durant els conflictes entre la ciutat de Besançon i els seus rivals com els "traginers", o els austríacs el 1814, que en gran manera va crear problemes al desenvolupament. Després d'haver estat utilitzat pels seus recursos d'aigua que proveeixen la ciutat, la zona es va reconvertir en la construcció de salines conegudes a la regió i en tota França, amb accés per un funicular. Bregille avui dia és un barri que conserva un caràcter rural i vital, i que és essencialment una zona residencial i de boscos.
La zona compta amb moltes cases opulentes i alguns monuments com el castell de La Juive, l'Església de Santa Joana d'Arc, el fort Bregille i el de Beauregard o el cementiri jueu de la ciutat. El sector compta amb un entorn excepcional i divers, que inclou el lloc anomenat del desert gran i moltes rutes de senderisme que ofereixen un passeig pel cor del bosc de la Bregille.